# Jeezy
Jay Wayne Jenkins (Atlanta, 28 de setembro de 1977), conhecido pelo nome artístico Jeezy (anteriormente Young Jeezy), é um rapper americano. Jeezy foi criado em Macon, Geórgia, atualmente reside em Atlanta. Antigamente fazia parte da Bad Boy Records como membro do quarteto Boyz N Da Hood. Agora em carreira solo esta firmado com a Def Jam Recordings.
Young Jeezy é patrocinado pela Adidas.

## História
Originário de Atlanta, Young Jeezy, é um dos nomes de grande qualidade que têm emergido do Sul e que, em muito, têm contríbuido para o aumento da credibilidade e respeito pelo rap feito nos EUA.
O passado de Jeezy está bastante relacionado com atividades criminosas, nomeadamente o tráfico de cocaína.
Ainda assim, há uns anos, Young Jeezy decide criar a sua própria editora, a Corporate Thugz Entertainment e dedicar-se à música. O resultado foi lançado em 2003 pela sua Corporate Thugz e deu pelo nome de Come Shop Wit' Me. Embora tenha passado despercebido do grande público e não tenha vendido um grande número de cópias, o disco serviu para evidenciar as qualidades e skillz de Jay Jenkins.
Acabou por lhe valer um contrato com a Def Jam Recordings, presidida por Jay-Z, e resultar na edição de Let's Get It: Thug Motivation 101 em 2005. Embora muito pouco tenha cedido à indústria e tenha sempre mantido a sua postura que lhe proporcionara um grande respeito das ruas, Jeezy conseguiu que este seu primeiro álbum por uma major fosse um grande sucesso. "Soul Survivor", com Akon, foi número #1 nos principais tops de rap e R&B. De resto o álbum foi muito frutuoso em termos de singles, tendo ainda sido editados "And Then What", com Mannie Fresh, "Go Crazy (remix)", com Jay-Z, "Trap or Die", com Bun B, "My Hood" e "Trap Star".
Em Let's Get It: Thug Motivation é possível ouvir, para além dos nomes já citados, Lil' Scrappy, T.I., Fat Joe, Ill Will, Trick Daddy, Young Buck, Lloyd e Slick Pulla.
Recentemente tem participado em músicas com diversos rappers e cantores, como é o caso de Juelz Santana, T.I., Rick Ross, Christina Milian, entre outros.
Young Jeezy faz também parte do coletivo Boyz N' Da Hood, que, poucas semanas antes do lançamento do álbum de Jeezy pela Def Jam, lançaram um álbum em 2005. Lançado pela Bad Boy Entertainment, de Diddy, o álbum foi homônimo. Em 2006 com a participação de Christina Milian no single "Say I", Jeezy lança seu segundo álbum por uma gravadora maior intitulado The Inspiration, com participações de Project Pat, T.I., Keyshia Cole, Three 6 Mafia, R. Kelly.
Em 2008 o cantor Usher lançava a faixa "Love in this Club", em parceria com  Jeezy (então, conhecido como Young Jeezy). Nessa música, Yeezy se intitula de "trapstar".

## Discografia

### Álbuns de estúdio
| Ano  | Detalhes do Álbum | Melhores posições | Melhores posições | Vendas        |
| Ano  | Detalhes do Álbum | EUA               | CAN               | Vendas        |
| ---- | --- | ----------------- | ----------------- | ------------- |
| 2005 | Let's Get It: Thug Motivation 101 - Lançamento: 26 de julho de 2005 - Formato(s): CD, digital download, LP - Gravadora(s): CTE, Def Jam | 2                 | —                 | - : 1.933.000 |
| 2006 | The Inspiration - Lançamento: 12 de dezembro de 2006 - Formato(s): CD, digital download, LP - Gravadora(s): CTE, Def Jam                | 1                 | —                 | - : 1.229.000 |
| 2008 | The Recession - Lançamento: 2 de setembro de 2008 - Formato(s): CD, digital download, LP - Gravadora(s): CTE, Def Jam                   | 1                 | 6                 | - : 886.000   |
| 2011 | TM:103 Hustlerz Ambition - Lançamento: 20 de dezembro de 2011 - Formato(s): CD, digital download, LP - Gravadora(s): CTE, Def Jam       | 3                 | 45                | - : 636.000   |
| 2014 | Seen It All: The Autobiography - Lançamento: 2 de setembro de 2014 - Formato(s): CD, digital download, LP - Gravadora(s): CTE, Def Jam  | 2                 | 8                 | - : 342.000   |
| 2015 | Church in These Streets - Lançamento: 13 de novembro de 2015 - Formato(s): CD, digital download, LP - Gravadora(s): CTE, Def Jam        | 4                 | 59                | - : 155.000   |
| 2016 | Trap or Die 3 - Lançamento: 28 de setembro de 2016 - Formato(s): CD, digital download, LP - Gravadora(s): CTE, Def Jam                  |                   |                   |               |

### Independentes
- 2001 - Thuggin' Under the Influence (T.U.I.)
- 2003 - Come Shop wit Me

### Colaborações
- 2005 - Boyz n da Hood
- 2007 - Young Jeezy Presents USDA: Cold Summer

### Mixtapes
- 2004 - Tha Streets Iz Watchin
- 2005 - Trap or Die
- 2006 - Can't Ban the Snowman
- 2006 - I Am the Street Dream!
- 2008 - The Prime Minister
- 2009 - Trappin' Ain't Dead
- 2010 - Trap or Die 2
- 2010 - 1000 Grams
- 2010 - The Last Laugh

## Singles
| Ano  | Single                                  | Posições nas paradas | Posições nas paradas | Posições nas paradas | Álbum                             |
| Ano  | Single                                  | EUA                  | EUA R&B              | EUA Rap              | Álbum                             |
| ---- | --------------------------------------- | -------------------- | -------------------- | -------------------- | --------------------------------- |
| 2005 | "And Then What" (feat. Mannie Fresh)    | 67                   | 14                   | 13                   | Let's Get It: Thug Motivation 101 |
| 2005 | "Soul Survivor" (feat. Akon)            | 4                    | 1                    | 1                    | Let's Get It: Thug Motivation 101 |
| 2005 | "Go Crazy" (feat. Jay-Z)                | 103                  | 22                   | 22                   | Let's Get It: Thug Motivation 101 |
| 2006 | "My Hood"                               | 70                   | 30                   | 19                   | Let's Get It: Thug Motivation 101 |
| 2006 | "I Luv It"                              | 14                   | 13                   | 7                    | The Inspiration                   |
| 2007 | "Go Getta" (feat. R. Kelly)             | 18                   | 9                    | 3                    | The Inspiration                   |
| 2007 | "Dreamin'" (feat. Keyshia Cole)         | —                    | 65                   | —                    | The Inspiration                   |
| 2008 | "Put On" (feat. Kanye West)             | 12                   | 3                    | 1                    | The Recession                     |
| 2008 | "Vacation"                              | —                    | 56                   | 16                   | The Recession                     |
| 2008 | "Crazy World"                           | —                    | 66                   | —                    | The Recession                     |
| 2008 | "My President" (feat. Nas)              | 53                   | 45                   | 13                   | The Recession                     |
| 2010 | "Lose My Mind" (feat. Plies)            | 35                   | 5                    | 3                    | TM 103                            |
| 2010 | "All White Everything" (feat. Yo Gotti) | —                    | 82                   | —                    | TM 103                            |
| 2010 | "Jizzle" (featuring Lil Jon)            | —                    | 69                   | —                    | TM 103                            |

### Participações
- 2005 - "Do the Damn Thing" (Fabolous feat. Young Jeezy)
- 2005 - "Icy" (Gucci Mane feat. Boo & Young Jeezy)
- 2005 - "Get Throwed" (Bun B feat. Pimp C, Z-Ro, Jay-Z, & Young Jeezy)
- 2006 - "Say I" (Christina Milian feat. Young Jeezy)
- 2006 - "Grew Up a Screw Up" (Ludacris feat. Young Jeezy)
- 2006 - "Top Back (remix)" (T.I. feat. Young Dro, B.G., Big Kuntry, & Young Jeezy)
- 2007 - "Diamonds" (Fabolous feat. Young Jeezy)
- 2007 - "5000 Ones" (DJ Drama feat. Nelly, T.I., Yung Joc, Willie the Kid, Young Jeezy, & Twista)
- 2007 - "I'm So Hood (Remix)" (DJ Khaled feat. Young Jeezy, Ludacris, Busta Rhymes, Big Boi, Lil Wayne, Fat Joe, Birdman & Rick Ross)
- 2007 - "100 Million" (Birdman feat. Rick Ross, Dr. Dre, Young Jeezy, & Lil Wayne)
- 2008 - "Love in This Club" (Usher feat. Young Jeezy)
- 2008 - "Side Effects" (Mariah Carey)
- 2008 - "I Luv Your Girl (Remix)" (The-Dream feat. Young Jeezy)
- 2008 - "Louie" (Blood Raw feat. Young Jeezy)
- 2008 - "I'm So Paid" (Akon feat. Young Jeezy & Lil Wayne)
- 2009 - "Never Ever" (Ciara feat. Young Jeezy)
- 2009 - "Swagga Like Us, Part 2" (Jay-Z feat. Andre 3000, Young Jeezy e Nas)
- 2009 - "Hard" (Rihanna com Young Jeezy)
- 2010 - "Put Your Hands Up" (DJ Khaled feat. Young Jeezy, Plies, Rick Ross & Schife)
- 2010 - "(Ha Ha) Slow Down" (Fat Joe feat. Young Jeezy)
- 2010 - "Just Like That" (Bun B feat. Young Jeezy)
- 2011 - "Amen" (Pusha T feat. Kanye West & Young Jeezy)
- 2012 - "We in This Bitch" (DJ Drama feat. Young Jeezy, T.I., Ludacris & Future)
- 2012 - "Thug Motivation" (Lil Cory feat. Young Jeezy)
- 2012 - "Major Distribution" (50 Cent feat. Snoop Dogg & Young Jeezy)
- 2013 - "My Cabana" (Ty Dolla Sign feat. Young Jeezy)